# Die Geliebte (1939)
Die Geliebte ist ein deutsches Liebesdrama aus dem preußischen Offiziersmilieu der Kaiserzeit über eine nicht standesgemäße Beziehung, mit Willy Fritsch und Viktoria von Ballasko in der Titelrolle. Gerhard Lamprecht inszenierte diesen Film zum Jahresende 1938 in der Ufastadt Babelsberg.

## Handlung
Berlin, in den letzten Jahren vor Ausbruch des Ersten Weltkriegs. Die zarte und etwas scheue Therese Slesina, eine hübsche Wienerin, lebt seit dem Tode ihrer Eltern bei ihrem Onkel Gustav Küpper. Der hat die Vormundschaft übernommen und betreibt ein kleines Blumengeschäft, in dem Therese als Verkäuferin arbeitet. Ihre beste Freundin Pauline ist zugleich ihre Kollegin. Als beide Frauen eines Tages einen Paddelausflug auf einem See unternehmen, kentert ihr Ruderboot. Der schmucke Oberleutnant Adalbert von Warp und sein Kumpel Leutnant Hans von Haacken sehen die beiden im Wasser strampelnden Frauen und eilen ihnen, ganz galante preußische Offiziere, mit einem Tretboot sofort zu Hilfe. Aus dieser Begegnung entsteht zwischen von Haacken und der etwas bodenständigen Pauline eine flüchtige Romanze, während die Gefühle zwischen Adalbert und Therese recht bald sehr ernsthaft werden. Doch ihre aufblühende Liebe hat keine Chance, denn sie ist nur ein Blumenmädchen und eine Ehe zwischen dem adeligen Offizier und dem Wiener Frollein aus einfachen Verhältnissen gilt als ganz und gar nicht standesgemäß.
Therese ist bereit, sich damit abzufinden, lediglich Adalberts Geliebte sein zu können, zumal sie schon einmal eine Affäre mit einem Offizier, dem jungen Rittmeister von Diewitz, unterhalten hatte, die aus exakt denselben Gründen zerbrach. Adalbert will jedoch seine Therese, die er regelmäßig im Blumenladen besucht und sogar einmal die gesamte Pflanzenware aufkauft, nicht aufgeben. Eher würde er seine Offizierskarriere an den Nagel hängen. Als Adalberts Vorgesetzter von dessen Absicht erfährt, rät er diesem, den anstehenden Entschluss noch einmal zu überdenken. Adalbert bittet nunmehr Therese schriftlich um ihre Hand, doch das Blumenmädchen will nicht Adalberts glänzende militärischen Karriere im Wege stehen und sucht ihn bei einem Reitturnier auf. Dort stößt sie auf Diewitz und unterhält sich mit ihm. Adalbert, der soeben das Turnier gewonnen hat, sieht die beiden zusammenstehen und zieht daraus seine Schlüsse, nämlich, dass die beiden einst ein Verhältnis miteinander hatten. Von Warp ist zutiefst enttäuscht, denn Therese hat ihm nie etwas davon erzählt, und er zieht sich zurück. Statt eine Aussprache mit ihr zu suchen, geht von Warp zu seinem Vorgesetzten und will seine Demission rückgängig machen. Am darauf folgenden Tag besinnt von Warp sich eines Besseren, und er sucht nun doch nach einer Aussprache mit Therese – doch da ist es zu spät: In der vorangegangenen Nacht hat sich die Geliebte das Leben genommen.

## Produktionsnotizen
Schriftstellerin und Drehbuchautorin Eva Leidmann sollte ursprünglich das Drehbuch verfassen, doch starb sie bereits ein Dreivierteljahr vor Drehbeginn. Walther von Hollander entwickelte aus ihrer überlieferten Idee schließlich das Manuskript.
Eigentlich sollte Lída Baarová die Titelrolle übernehmen, doch musste sie kurz vor Drehbeginn aufgrund des publik gewordenen Liebesverhältnisses mit dem Propagandaminister Joseph Goebbels auf Geheiß Adolf Hitlers Deutschland verlassen.
Erich Holder übernahm die Produktionsleitung. Die Filmbauten schuf Max Mellin, für den Ton sorgte Fritz Thiery.
Die Geliebte entstand ab Ende Oktober 1938 bis in den Februar 1939 hinein im Studio wie auch in Berlin und Umgebung (Außendrehs, u. a. auf der Havel vor der Halbinsel Schildhorn, in Nedlitz/Sachsen-Anhalt sowie ein Nachtdreh in der Staatsoper Unter den Linden). Obwohl der Film im Zeitraum der so genannten Reichskristallnacht entstand, die dem Deutschen Reich Adolf Hitlers im Ausland äußerst schlechte Presse einbrachte, reiste unmittelbar danach Hollywoodstar Gary Cooper nach Berlin und besuchte am 23. November 1938 Willy Fritsch während der Dreharbeiten in Babelsberg.
Der Film passierte die Zensur am 25. Mai 1939 und erhielt das Prädikat „künstlerisch wertvoll“. Er wurde am 28. Juli 1939 im Berliner Capitol-Kino uraufgeführt. Am 9. Mai 1982 erfolgte im Dritten Programm des Bayerischen Rundfunks die Fernseherstausstrahlung.
Der Film kostete nur etwa 941.000 RM.
Einziger Musiktitel war: Weißt du auch, denk daran, dass das Leben vergeht.

## Nachwirkung
Der Film spielte bis Januar 1941 1.459.000 RM (bei einem Budget von etwa 941.000 RM) ein. Damit galt Die Geliebte als moderater Kassenerfolg.
Aufgrund des preußischen Offiziersmilieus mit seinen militärischen Formalismen und Habiti, die in diesem Film eine wichtige Rolle spielen, wurde Die Geliebte 1945 von den Alliierten verboten.

## Kritiken
Paimann’s Filmlisten resümierte: „Alle Gestalten fanden überzeugende Interpreten. (…) Der Regie gelang nahtlos der Ausgleich zwischen tragischen und heiteren Momenten.“ Resümee: „Stark über dem Durchschnitt“
Das Lexikon des internationalen Films sah in dem Film ein „Liebesdrama in gepflegt-kammerspielhaftem Zuschnitt aus dem Alltags- und Offiziersmilieu“.
Boguslaw Drewniak sah den Film „mit einem starken Schuß von Sentimentalität“ versetzt.